# Mateusz Kościukiewicz

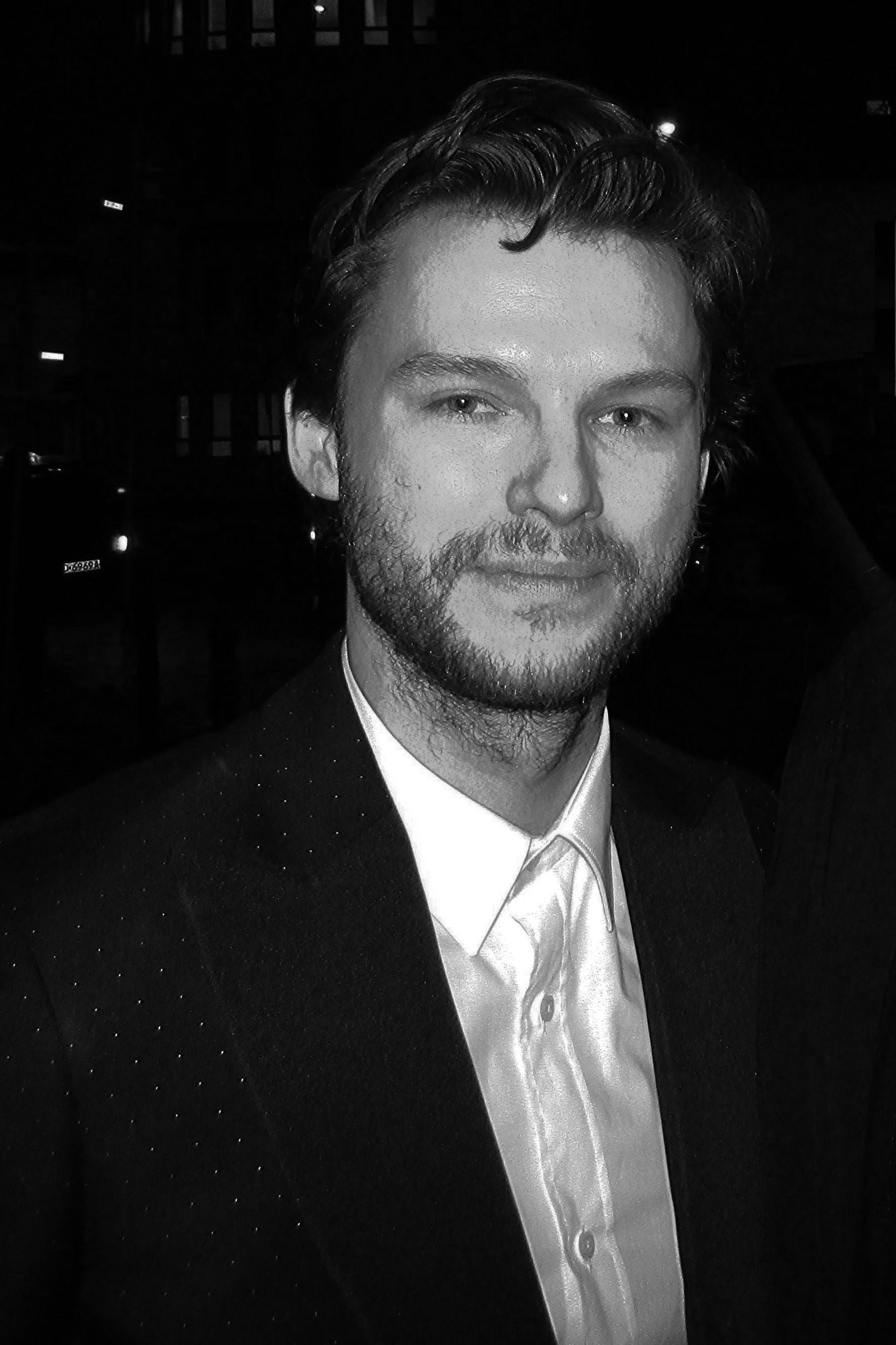
Mateusz Kościukiewicz (2016)

Mateusz Kościukiewicz (* 1. Mai 1986 in Nowy Tomyśl) ist ein polnischer Filmschauspieler.

## Leben
Mateusz Kościukiewicz, geboren und aufgewachsen in Nowy Tomyśl, studierte Schauspiel an der Ludwik Solski Academy for the Dramatic Arts in Krakau. Seine erste Filmrolle bekam er 2006 als Gastdarsteller in der polnischen Krimiserie Fala zbrodni.
Kościukiewicz wurde bis dato über die polnischen Landesgrenzen hinaus kaum bekannt. 2007 hatte er eine kleine, nicht im Abspann erwähnte Rolle im Filmdrama Nightwatching – Das Rembrandt-Komplott an der Seite von Martin Freeman. 2010 bekam er die Hauptrolle in Wszystko, co kocham, der 2011 als polnischer Kandidat ins Rennen um den Oscar ging.
2013 verkörperte er in Baczyński den polnischen Dichter Krzysztof Kamil Baczyński; nur ein Jahr später, 2014, in Sein Name war Franziskus den heiligen Franz von Assisi.
2010 lernte Kościukiewicz bei Dreharbeiten zum Film Elles die Regisseurin Małgorzata Szumowska kennen. Im Jahr 2011 heiratete er die 13 Jahre ältere Szumowska. Am 3. Dezember 2012 wurde ihr erstes gemeinsames Kind geboren.

## Filmografie (Auswahl)
- 2009: Der Kalmus (Tatarak)
- 2009: Alles, was ich liebe (Wszystko, co kocham)
- 2010: Matka Teresa od kotów
- 2011: Suicide Room (Sala Samobójców)
- 2012: Bez wstydu
- 2013: Bejbi Blues
- 2013: Baczyński
- 2013: Im Namen des... (W imię...)
- 2013: Wałęsa. Der Mann aus Hoffnung (Wałęsa. Człowiek z nadziei)
- 2013: Bilet na Księżyc
- 2014: Sein Name war Franziskus (Francesco)
- 2015: 11 Minutes
- 2015: Disco Polo
- 2015: Panie Dulskie
- 2015: Elixir
- 2017: Amok
- 2017: Gwiazdy
- 2017: Najlepszy
- 2018: 25 km/h
- 2018: Die Maske (Twarz)
- 2018: Diagnoza (TVN serie)
- 2018: 1983 (Netflix serie)
- 2019: Solid Gold
- 2019: Żużel
- 2019: The Informer
- 2022: EO
- 2022: Dark Sea – Gefangen in der Tiefe (Orzeł. Ostatni patrol)
- 2025: Hundehügel (Wzgórze psów)